# Phố Floriańska
Phố Floriańska hoặc Phố St. Florian (tiếng Ba Lan: Ulica Floriańska w Krakowie) là một trong những con đường chính ở Phố cổ Kraków và là một trong những con đường nổi tiếng nhất của thành phố. Đường phố là một phần của kế hoạch lưới điện thông thường của Stare Miasto (Phố cổ), thị trấn của các thương nhân kéo dài ở trung tâm thành phố, được phác thảo vào năm 1257 sau khi thành phố Tatar bị phá hủy trong cuộc xâm lược năm 1241 của Tatar.

## Vị trí
Floriańska xuất hiện trong kế hoạch 1257 của thành phố mở rộng. Nó đánh dấu sự bắt đầu của đường Hoàng gia ở Kraków  và trải dài từ phía tây bắc của quảng trường chính, Rynek Główny, đến Cổng St. Florian, khoảng cách 335 mét (1.099 ft). Hiện tại có 51 tòa nhà được đánh số trên đường phố (lên tới 44 số chẵn và 57 số lẻ). Nó được đặt theo tên của Saint Florian.
Năm 1882, dòng xe ngựa đầu tiên bắt đầu. Năm 1901, nó được chuyển thành tuyến xe điện (hiện không còn tồn tại).

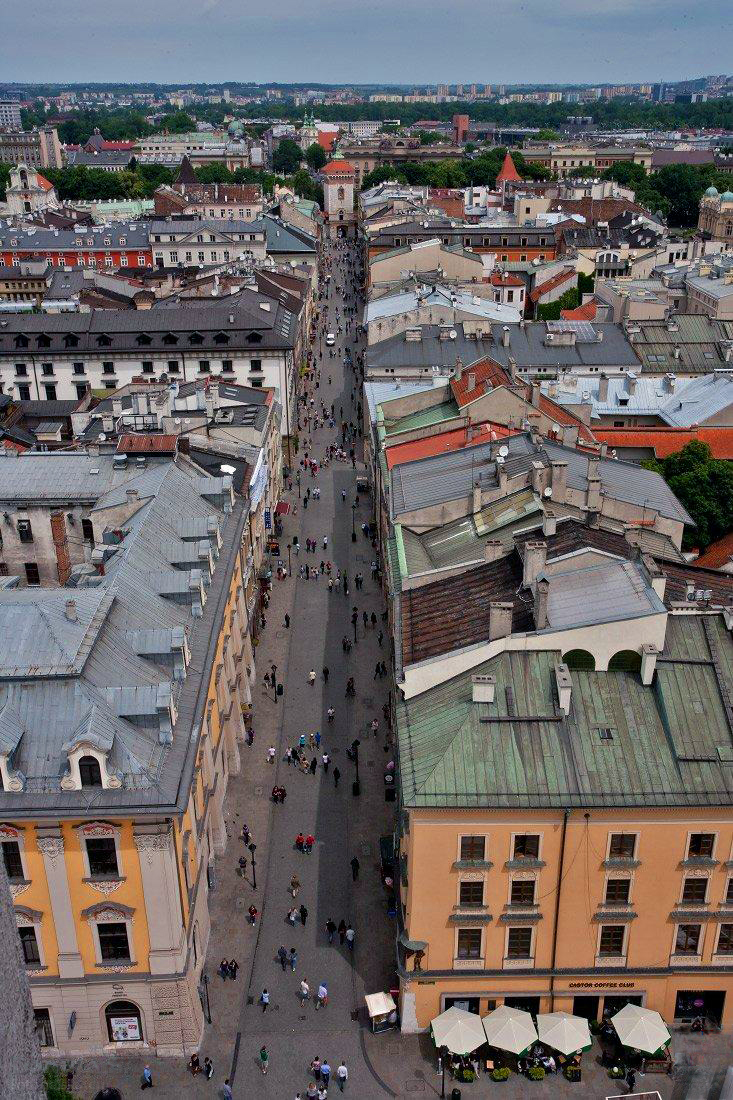
Phố Floriańska, nhìn từ Nhà thờ Thánh Mary, Kraków

Một số địa danh và di tích đáng chú ý, chủ yếu là các tòa nhà theo phong cách kamienica, nằm trên đường phố. Chúng bao gồm các tòa nhà ở nửa đầu số 1, Kamienica pod Murzynami, số 2, Kamienica Mennica, số 13, Kamienica "Amendzińska" (còn gọi là Cung điện Kmita), số 14, Khách sạn Pod Rózą, và sau đó, Bảo tàng Dược phẩm của Đại học Y khoa Jagiellonia ở số 25, Nhà Jan Matejko ở số 41 và quán cà phê Jama Michalika ở số 45. Đầu phía tây bắc của con đường đi qua Cổng St.Florian 
Ngày nay, đường phố là một điểm thu hút khách du lịch lớn, và hầu hết các tòa nhà đều có cửa hàng, nhà hàng, quán cà phê và các cơ sở tương tự. Vào năm 2007, tạp chí Wprost của Ba Lan đã xếp phố Floriańska là con phố uy tín thứ ba ở Ba Lan và là nơi uy tín nhất ở Kraków, sau Phố Nowy Świat của Warsaw và Phố Krakowskie Przingmieście. Trong năm 2011 và 2013, giá thuê tại Phố Floriańska đắt thứ hai ở Ba Lan, chỉ đứng sau đó cho Phố Nowy Świat.